# 安德烈娅·亨克尔
安德烈娅·亨克尔（德語：Andrea Henkel，1977年12月10日—），德国女子冬季两项运动员。她曾代表德国参加2002年、2006年、2010年和2014年冬季奥林匹克运动会冬季两项比赛，获得二枚金牌、一枚银牌和一枚铜牌。